# 布拉尔
布拉尔（法語：Boullarre，法語發音：[bulaʁ]）是法国瓦兹省的一个市镇，位于该东南部，属于桑利斯区。

## 地理
布拉尔（49°7'51"N, 3°0'15"E）面积7.58 平方千米，位于法国上法蘭西大區瓦兹省，该省份为法国北部内陆省份，北起索姆省，西接厄尔省和滨海塞纳省，南至塞纳-马恩省和瓦兹河谷省，东临埃纳省。
与布拉尔接壤的市镇（或旧市镇、城区）包括：昂蒂伊、埃塔维尼、乌尔克河畔马勒伊、米尔蒂安地区罗苏瓦、米尔蒂安地区鲁夫尔、瓦卢瓦地区蒂里。

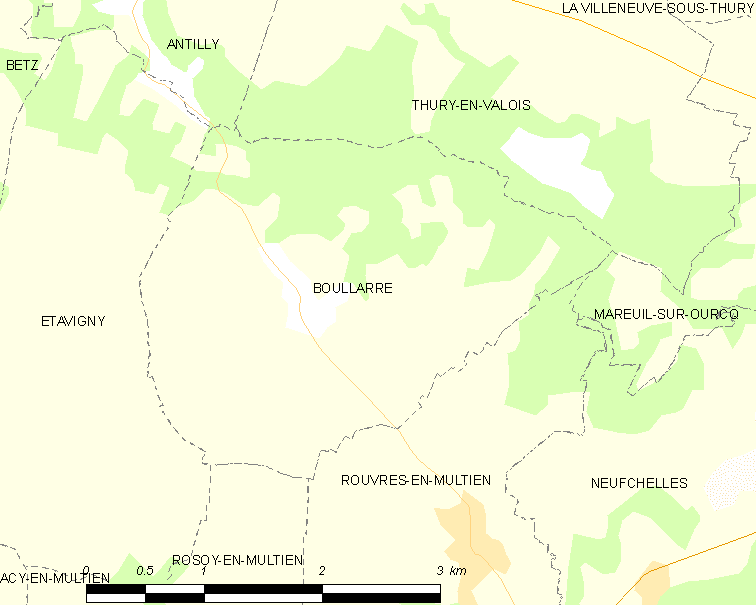
布拉尔的OSM定位图

布拉尔的时区为UTC+01:00、UTC+02:00（夏令时）。

## 行政
布拉尔的邮政编码为60620，INSEE市镇编码为60092。

## 政治
布拉尔所属的省级选区为楠特伊勒欧杜安县。

## 人口

1962-2008年间布拉尔人口变化图示

布拉尔于2022年1月1日时的人口数量为201人。